# Storione (araldica)
In araldica lo storione compare nell'araldica civica delle città dell'area europea in cui tale pesce prospera.

## Posizione araldica ordinaria
Lo storione, come la maggior parte dei pesci, si rappresenta posto in fascia.

Due storioni di argento, uno sull'altro (San Zenone al Po)
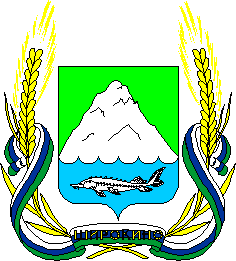
Storione d'argento (Shyrokyne, Ucraina)
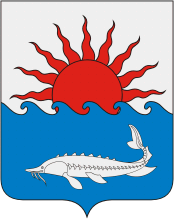
Storione d'argento (Primorsko-Achtarskij rajon, Russia)
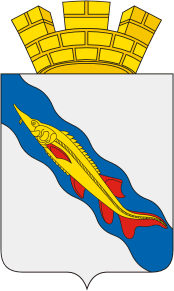
Storione d'oro, alettato di rosso (Ejsk, Russia)